# Drilonereis major
Drilonereis major är en ringmaskart som beskrevs av Crossland 1924. Drilonereis major ingår i släktet Drilonereis och familjen Oenonidae. Inga underarter finns listade i Catalogue of Life.